# Paul Levi
Paul Levi (Hechingen, 11 marzo 1883 – Berlino, 9 febbraio 1930) è stato un politico tedesco.

## Biografia
Dopo l'uccisione di Rosa Luxemburg e Karl Liebknecht divenne uno dei principali esponenti del Partito Comunista Unificato di Germania (KPD), da cui venne espulso nel 1921 per aver violato la disciplina di partito criticando l'azione di marzo. Aderì allora al Partito Socialdemocratico Indipendente. Quando questo si fuse con il Partito Socialdemocratico di Germania, divenne uno dei leader della sua ala sinistra.